# Selbsteinschätzung
Selbsteinschätzung ist die Fähigkeit der eigenen Person, sich im Hinblick auf Persönlichkeitseigenschaft, Fähig- & Fertigkeiten u. Ä. selbst einzuschätzen.
Im Lernkontext handelt es sich hierbei um eine Bewertung der Resultate des eigenen Lernprozesses durch den jeweiligen Lernenden selbst, die sich an bekannten Zielen und Kriterien orientiert.
Aufgrund dieser bewertenden Eigenschaft sind die Begriffe Selbstbewertung und Selbsteinschätzung nicht trennscharf zu unterscheiden.
Da eine Selbsteinschätzung subjektiv und nicht objektiv ist, besteht die Gefahr einer Selbstüberschätzung oder einer Selbstunterschätzung und den Einfluss von anderen Kognitive Verzerrungen auf die Beurteilung.
Die Beeinflussung der Selbsteinschätzung auf das eigentliche Ergebnis einer Handlung wird auch als Selbsterfüllende Prophezeiung bezeichnet. Als Selbstwirksamkeitserwartung wird die Erwartung einer Person, aufgrund der eigenen Selbsteinschätzung der eigenen Fähigkeiten Handlungen erfolgreich selbst ausführen zu können, bezeichnet. Das Gegenteil der Selbsteinschätzung ist die Fremdeinschätzung.

## Selbsteinschätzungstest
Als Selbsteinschätzungstest bzw. Selbsteinschätzungsbogen wird ein Fragebogen bezeichnet, der dafür verwendet wird, die Selbsteinschätzung einer Person bzw. einer Personengruppe in bestimmten Situationen zu messen, um daraus Schlüsse zu ziehen.
Anwendung findet der Selbsteinschätzungstest beispielsweise in der Psychometrie als Urteilstest, z. B. bei Einstellungstests, Persönlichkeitstests, Studierfähigkeitstests, Interessens- und Neigungstests oder Berufswahltests. Diese Tests können entweder bei Beratungsstellen oder online zum Beispiel in einem Online Self Assessment durchgeführt werden. In der Klinischen Psychologie und Medizin werden Selbsteinschätzungstests mit Hilfe spezieller standardisierter Psychologischer Testverfahren durchgeführt, um beispielsweise den Leidensdruck und den Krankheitsverlauf einer Person zu ermitteln oder eine Differentialdiagnose über Psychische Erkrankungen und Symptome zu geben. Tests unterliegen dabei strengen wissenschaftlich-fundierten Gütekriterien und Standards. Außerdem kann eine Antworttendenz wie Soziale Erwünschtheit das Ergebnis verzerren und sollte daher bei der Testgestaltung berücksichtigt werden.
In den Sozialwissenschaften und der Marktforschung werden Selbsteinschätzungstest durchgeführt, um Statistiken und Erhebungen aufzustellen, um damit Empirische Sozialforschung führen zu können.
Selbsteinschätzungtests werden in der Pädagogik und Didaktik als Selbstevaluation zu dem Einschätzen der eigenen Lernfortschritte und Kompetenzen und dem Ermitteln von Lernschwierigkeiten verwendet. Dadurch soll sich der Lernende über seine Schwächen und Stärken bewusster werden und herausfinden, woran er noch arbeiten muss. Ebenfalls kann der Lehrende so gezielter den Lernenden unterrichten und einen Lehrplan entwickeln.